# Alia Shawkat

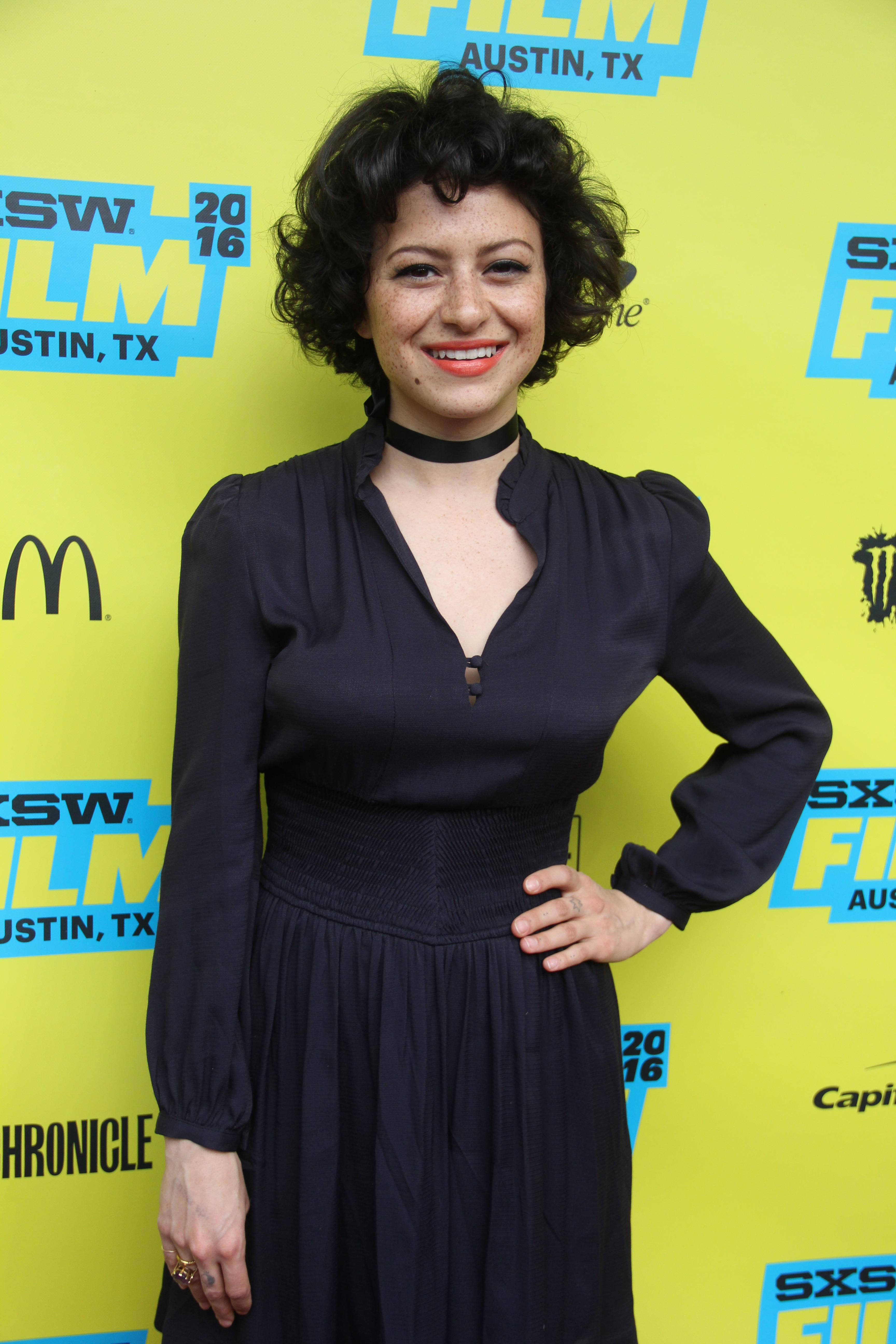
Alia Shawkat (2016)

Alia Martine Shawkat (* 18. April 1989 in Riverside, Kalifornien) ist eine US-amerikanische Schauspielerin.

## Leben
Shawkat begann ihre Schauspielkarriere 1999 mit einem Gastauftritt in der Fernsehserie JAG – Im Auftrag der Ehre. Im selben Jahr erhielt sie eine kleine Rolle in David O. Russells Film Three Kings. In der Folge spielte sie von 2001 bis 2002 eine Nebenrolle in der Fernsehserie Alles wegen Grace an der Seite von Mae Whitman und Dinah Manoff. Der Durchbruch gelang ihr mit der Serie Arrested Development, in der Shawkat von 2003 bis 2006 eine Hauptrolle spielte. Im Mai 2013 kehrte die Serie beim Video-on-Demand-Anbieter Netflix für 15 neue Episoden zurück, in denen sie ihre Rolle wieder aufnimmt. Für diese Rolle erhielt sie 2005 einen Young Artist Award.
Ihr Großvater mütterlicherseits war der Schauspieler Paul Burke.

## Filmografie (Auswahl)
- 1999: JAG – Im Auftrag der Ehre (JAG, Fernsehserie, Folge 4x20 Bevor du stirbst)
- 1999: Three Kings – Es ist schön König zu sein (Three Kings)
- 2000: Old Drum – Gut gebellt ist halb gewonnen (The Trial of Old Drum)
- 2001–2002: Alles wegen Grace (State of Grace, Fernsehserie, 9 Folgen)
- 2003–2006, 2013, 2018–2019: Arrested Development (Fernsehserie, 68 Folgen)
- 2005: Volltreffer – Ein Supercoach greift durch (Rebound)
- 2006: Blendende Weihnachten (Deck the Halls)
- 2006: Not Like Everyone Else
- 2006: Veronica Mars (Fernsehserie, Folge 2x16 Unverhofftes Wiedersehen)
- 2008: Bart Got a Room
- 2008: The Starter Wife – Alles auf Anfang (The Starter Wife, Fernsehserie, 3 Folgen)
- 2008: Prom Wars
- 2008: Crappy Holidays Presents… (Fernsehserie, 3 Folgen)
- 2009: Amreeka
- 2009: Roller Girl (Whip It)
- 2010: The Runaways
- 2011: Willkommen in Cedar Rapids (Cedar Rapids)
- 2011: Algebra in Love (Damsels in Distress)
- 2011: Die Tochter meines besten Freundes (The Oranges)
- 2012: Schmerzensgeld – Wer reich sein will, muss leiden (The Brass Teapot)
- 2013: Die To-Do-Liste (The To Do List)
- 2013: Night Moves
- 2013: May und die Liebe (May in the Summer)
- 2014–2016: Drunk History (Fernsehserie, 3 Folgen)
- 2015: Nasty Baby
- 2015: Broad City (Fernsehserie, Folge 2x09)
- 2015: The Final Girls
- 2015: The Driftless Area – Nichts ist wie es scheint (The Driftless Area)
- 2015: Green Room
- 2015: Me Him Her
- 2016: The Intervention
- 2016: Adam Green’s Aladdin
- 2016: Jahrhundertfrauen (20th Century Women)
- 2016: Paint It Black
- 2016–2022: Search Party (Fernsehserie, 50 Folgen)
- 2017: Izzy Gets the F*ck Across Town
- 2017: City Girl (Fernsehserie, 4 Folgen)
- 2017: Transparent (Fernsehserie, 7 Folgen)
- 2018: Blaze
- 2018: Duck Butter
- 2018–2023: Summer Camp Island (Fernsehserie, Stimme von Blanche, 15 Folgen)
- 2019: Living with Yourself (Fernsehserie, 2 Folgen)
- 2019: Alina (Kurzfilm)
- 2019: First Cow
- 2019: Animals
- 2020: Der Briefwechsel (The Letter Room, Kurzfilm)
- 2021: Love Spreads
- 2021: Ultra City Smiths (Stimme von Little Grace)
- 2021: Being the Ricardos
- 2022: The Listener
- 2022–2024: The Old Man (Fernsehserie, 13 Folgen)
- 2022: Severance (Fernsehserie, 10 Folgen)
- 2023: Drift
- 2023: Scavengers Reign (Fernsehserie, 8 Folgen)
- 2024: Blink Twice
- 2024–2025: Star Wars: Skeleton Crew (Fernsehserie, 2 Folgen, Stimme)
- 2025: Atropia
- 2025: Poker Face (Fernsehserie, Folge 2x09)

## Auszeichnungen
British Independent Film Award
- 2023: Nominierung für die Beste Supporting Performance für Drift

Screen Actors Guild Award
Nominierungen:
- 2005: Bestes Schauspielensemble in einer Comedyserie für Arrested Development
- 2006: Bestes Schauspielensemble in einer Comedyserie für Arrested Development

Young Artist Award
Auszeichnungen:
- 2005: Beste Darstellung in einer Fernsehserie – Nebendarsteller für Arrested Development

Nominierungen:
- 2002: Beste Darstellung in einer Fernsehserie – Hauptdarsteller für State of Grace